# Marbeuf
Marbeuf és un municipi francès situat al departament de l'Eure i a la regió de Normandia. L'any 2007 tenia 341 habitants.

## Demografia

### Població
El 2007 la població de fet de Marbeuf era de 341 persones. Hi havia 128 famílies de les quals 28 eren unipersonals (8 homes vivint sols i 20 dones vivint soles), 40 parelles sense fills i 60 parelles amb fills.
La població ha evolucionat segons el següent gràfic:
Habitants censats

### Habitatges
El 2007 hi havia 140 habitatges, 125 eren l'habitatge principal de la família, 9 eren segones residències i 6 estaven desocupats. Tots els 139 habitatges eren cases. Dels 125 habitatges principals, 111 estaven ocupats pels seus propietaris i 14 estaven llogats i ocupats pels llogaters; 1 tenia dues cambres, 17 en tenien tres, 29 en tenien quatre i 78 en tenien cinc o més. 105 habitatges disposaven pel capbaix d'una plaça de pàrquing. A 52 habitatges hi havia un automòbil i a 67 n'hi havia dos o més.

### Piràmide de població
La piràmide de població per edats i sexe el 2009 era:
| Homes | Edats   | Dones |
| ----- | ------- | ----- |
| 0     | 95 o +  | 0     |
| 0     | 90 a 94 | 0     |
| 0     | 85 a 89 | 0     |
| 4     | 80 a 84 | 0     |
| 8     | 75 a 79 | 4     |
| 0     | 70 a 74 | 4     |
| 4     | 65 a 69 | 8     |
| 12    | 60 a 64 | 4     |
| 4     | 55 a 59 | 12    |
| 4     | 50 a 54 | 8     |
| 16    | 45 a 49 | 16    |
| 16    | 40 a 44 | 8     |
| 12    | 35 a 39 | 8     |
| 20    | 30 a 34 | 4     |
| 8     | 25 a 29 | 12    |
| 0     | 20 a 24 | 8     |
| 0     | 15 a 19 | 12    |
| 8     | 10 a 14 | 8     |
| 24    | 5 a 9   | 16    |
| 8     | 0 a 4   | 8     |

## Economia
El 2007 la població en edat de treballar era de 227 persones, 176 eren actives i 51 eren inactives. De les 176 persones actives 169 estaven ocupades (97 homes i 72 dones) i 7 estaven aturades (3 homes i 4 dones). De les 51 persones inactives 13 estaven jubilades, 21 estaven estudiant i 17 estaven classificades com a «altres inactius».

### Ingressos
El 2009 a Marbeuf hi havia 131 unitats fiscals que integraven 376,5 persones, la mediana anual d'ingressos fiscals per persona era de 19.184 €.

### Activitats econòmiques
Dels 14 establiments que hi havia el 2007, 2 eren d'empreses de fabricació d'altres productes industrials, 3 d'empreses de construcció, 3 d'empreses de comerç i reparació d'automòbils, 1 d'una empresa de transport, 1 d'una empresa d'hostatgeria i restauració, 1 d'una empresa financera, 2 d'empreses de serveis i 1 d'una empresa classificada com a «altres activitats de serveis».
Dels 4 establiments de servei als particulars que hi havia el 2009, 1 era un taller de reparació d'automòbils i de material agrícola, 1 guixaire pintor, 1 lampisteria i 1 empresa de construcció.
L'any 2000 a Marbeuf hi havia 9 explotacions agrícoles que ocupaven un total de 606 hectàrees.

## Poblacions més properes
El següent diagrama mostra les poblacions més properes.